# ساهاسرارا

شاكرا التاج أعلى الرأس باللون البنفسجي.

الساهاسرارا أو شاكرا التاج (بالإنجليزية: Sahasrara، بالسنسكريتية: सहस्रार، Sahasrāra)، مركز القوة في قمة الرأس. وهي الشاكرا التي تقع في القمة على تاج الرأس. في الهندوسية وأيضا في النظام الغربي الحديث، فان هذه الشاكرا تعتبر المركز الأعلى روحيا وحالة الوعي النقي وتسمى في البوذية بماهاسوكا وتعتبر النعمة الكبيرة. تبعا لليوغا فان هذه الشاكرا تعتبر الشاكرا السابعة.

## الوصف
وصفت بأنها زهرة اللوتس مع ألف بتلات مختلفة الألوان يتم ترتيبها في 20 طبقة، كل طبقة مع ما يقارب 50 بتلة. يكون غلاف الثمرة ذهبي اللون يتخلله منطقة القمر الدائري المنقوش مع مثلث مضيء والتي يمكن أن يكون اما صعودا أو هبوطا لافتا.

### الوظيفة
غالبا ما يشير إلى هذه الشاكرا بالسم لوتس ألف بيتال ويقال انها الشاكرا الأكثر دراية في النظام، تتعلق الوعي النقي ومن هذه الشاكرا تنبعث جميع الشاكرات الأخرى. ويقال بأن هذه المرحلة تؤدي إلى ولادة جديدة أو سيدس - قوى التحول إلى الهي، والقدرة على القيام بكل ما يرغب.

### الشاكرات المرتبطة
في بعض مخططات الشاكرات، وهناك في الواقع العديد من الشاكرات، والتي ترتبط كلها ارتباطا وثيقا، في الجزء العلوي من الرأس. لدينا شاكرا ماناس على الجبين، والذي يرتبط ارتباطا وثيقا مع أجنا. فوق ماناس هناك بيندو فيسارجا في الجزء الخلفي من الرأس. السكينة والتي تقع على التاج، جورو، وسهاسرارا الصحيحة وتقع فوق التاج.

### اللون
عادة ما يرمز إلى هذه الشاكرا باللون البنفسجي، الا انها في الغالب يرمز لها باللون الأبيض اذ انه ينتج عن خيط جميع الألوان معا.

### الوصول إلى هذه الشاكرا
يمكن الوصول إلى هذه الشاكرا من خلال اليوغا أو التأمل أو الممارسات التأملية الأخرى.

## قائمة الشاكرات
| صورة الشاكرا | الاسم                  | السنسكريتية | الترجمة                          | الموقع                          | عدد بتلات اللوتس | لون الشاكرا               | الوصف                                                                                               |
| ------------ | ---------------------- | ----------- | -------------------------------- | ------------------------------- | ---------------- | ------------------------- | --------------------------------------------------------------------------------------------------- |
|              | ساهاسرارا: شاكرا التاج | सहस्रार       | "ألف بتلة"                       | التاج                           | 1000             | متعدد الألوان أو البنفسجي | تقع فوق تاج الرأس، ويمثلها اللون البنفسجي وترتبط بالحكمة الداخلية والروحانيات.                      |
|              | أجنا: العين الثالثة    | आज्ञा         | الحكمة، الوعي، الهيمنة           | بين الحاجبين                    | 2                | نيلي                      | تقع وسط الجبهة، ويمثلها اللون الأزرق وترتبط بعملية التفكير والحدس.                                  |
|              | فیشودا: شاكرا الحلق    | विशुद्ध        | النقاء، التطهير                  | الحلق                           | 16               | أزرق                      | تقع بالقرب من الحلق والرقبة، ويمثلها اللوز الأزرق الشاحب «اللبنى» وترتبط بالتعبيرات.                |
|              | أناهاتا: شاكرا القلب   | अनाहत        | الصوت غير المضطرب، لاتضر ولاتهزم | القلب                           | 12               | أخضر                      | تقع وسط الصدر، ويمثلها اللون الأخضر أو الوردي وترتبط بالمودة والرحمة.                               |
|              | مانيبورا               | मणिपूर        | مدينة الجواهر                    | فم المعدة، السرة                | 10               | أصفر                      | تقع بالقرب من فم المعدة، ويمثلها اللون الأصفر وترتبط بالجهاز الهضمي والتنفس.                        |
|              | سفادیستانا             | स्वाधिष्ठान      | حيث يتم تأسيس الذات              | جذر الأعضاء الجنسية، أسفل البطن | 6                | برتقالي                   | تقع أسفل البطن ويمثلها اللون البرتقالي وترتبط باللوم والشعور بالذنب.                                |
|              | مولادارا               | मूलाधार        | الجذر                            | قاعدة العمود الفقري             | 4                | أحمر                      | تقع بالقرب من قاعدة العمود الفقري ويمثلها اللون الأحمر وترتبط باحترام الذات والبقاء على قيد الحياة. |